# Erwin Weinmann
Erwin Weinmann (* 6. Juli 1909 in Frommenhausen Kreis Tübingen; † 1945 verschwunden und 1949 für tot erklärt) war ein deutscher Arzt, SS-Oberführer und Oberst der Polizei; im Reichssicherheitshauptamt Chef der Gruppe IV D (Besetzte Gebiete) innerhalb der Gestapo (Amt IV); von Januar 1942 bis Juli 1943 als Anführer des Sonderkommandos 4a (Sk4a) für den Massenmord an Juden in der Ukraine verantwortlich.

## Leben
Weinmanns Vater war Lehrer und fiel im Ersten Weltkrieg in Flandern, so dass Erwin und sein Bruder Ernst (1939 bis 1945 Oberbürgermeister von Tübingen) ohne Vater aufwuchsen.
Schon als Schüler in Rottweil begann er sich nationalsozialistisch zu betätigen. Im Sommersemester 1927 nahm er ein Medizinstudium an der Universität Tübingen auf, an der zu diesem Zeitpunkt der Nationalsozialistische Deutsche Studentenbund (NSDStB) bereits tonangebend war. Die wenigen nicht völkisch-fremdenfeindlichen Professoren Tübingens wurden, in teilweise militanten Kampagnen, persönlich angegriffen. Zum 1. Dezember 1931 trat er der NSDAP bei (Mitgliedsnummer 774.436), des NSDStB und der SA. Zudem war er Mitglied der Landsmannschaft Ghibellinia zu Tübingen.
Im Juli 1932 erhielt der NSDStB die Hälfte der 24 Sitze im Tübinger Allgemeinen Studentenausschuss (AStA). Weinmann war im Sommersemester 1932 Fraktionsführer des NSDStB im AStA. Im Juni 1932 trat er der SS (Mitgliedsnummer 280.196) bei.
Weinmann arbeitete nach dem Ende seines Studiums, das er mit einer Dissertation über Ein Fall von Lipodystrophia progressiva abschloss, bis zum Herbst 1936 als Arzt am Universitätskrankenhaus in Tübingen.
Von Gustav Adolf Scheel angeworben, fand er zusammen mit einer Reihe weiterer Tübinger NS-Studentenaktivisten (Eugen Steimle, Martin Sandberger, Erich Ehrlinger, Ernst Weinmann, Alfred Rapp und die einige Jahre älteren Walter Stahlecker, Rudolf Bilfinger) über den SD-Oberabschnitt Südwest in Stuttgart den Weg in das Reichssicherheitshauptamt (RSHA).
Weinmann gehörte dem SD seit 1936 an, wurde 1937 Stabsführer des SD in Berlin und war ab März 1941 Leiter der Amtsgruppe IV D (Besetzte Gebiete) im RSHA.
Nach dem Überfall auf die Sowjetunion im Juni 1941 löste Weinmann im Januar 1942 Paul Blobel als Chef des Sonderkommandos 4a der Einsatzgruppe C bei seinen Mordaktionen in der Ukraine ab. Im Sommer 1942 wurde er Befehlshaber der Sicherheitspolizei und des SD (BdS) in Prag. Von dort soll er angeblich im Mai 1945 den Posten des Befehlshabers der Sicherheitspolizei und des Sicherheitsdienstes in Norwegen übernommen haben. Ab diesem Zeitpunkt gilt er als verschwunden. Unter den Festgenommenen des Reichskommissariats Nord soll er sich nicht befunden haben.

## Nach 1945
Am 9. Juni 1949 wurde Weinmann vom Amtsgericht Reutlingen für tot erklärt.
Nicht verstummen wollten aber die Vermutungen, dass Weinmann nach Kriegsende über die „Rattenlinien“ in den Nahen Osten entkommen konnte. Zuletzt fragte das Kölner Bundesamt für Verfassungsschutz im Jahre 1968 bei der Zentralen Stelle der Landesjustizverwaltungen in Ludwigsburg an, ob der in Alexandria (Ägypten) lebende SS-Standartenführer Weinmann mit dem früheren BdS Prag identisch sei.

## Auszeichnungen
- 1940 wurde Weimann das Kriegsverdienstkreuz II. Klasse mit Schwertern verliehen.[2]